# Трео I (Фрозиноне)
Трео I је насеље у Италији у округу Фрозиноне, региону Лацио.
Према процени из 2011. у насељу је живело 72 становника. Насеље се налази на надморској висини од 579 м.